# اتو نیکودیموس
اتو نیکودیموس (انگلیسی: Otto Nicodemus; ۲۱ ژوئن ۱۸۸۶ – ۲ دسامبر ۱۹۶۶) بازیکن فوتبال اهل آلمان بود.
از باشگاه‌هایی که در آن بازی کرده‌است می‌توان به اشاره کرد.
وی همچنین در تیم ملی فوتبال آلمان بازی کرده‌است.